# Tegla Loroupe
Tegla Laroupe (Kapsait, Kenia, 9 de mayo de 1973) es una atleta keniana, especializada en la prueba de 10000 m, en la que llegó a ser medallista de bronce mundial en 1999.

## Carrera deportiva
En el Mundial de Gotemburgo 1995 ganó la medalla de bronce en 10000 metros, tras la portuguesa Fernanda Ribeiro y la etíope Derartu Tulu.
Cuatro años más tarde, en el Mundial de Sevilla 1999 volvió a ganar la medalla de bronce, con un tiempo de 30:02.33 segundos que fue récord nacional de Kenia, tras la etíope Gete Wami y la británica Paula Radcliffe.
Fue la jefa de misión del Equipo Olímpico de Atletas Refugiados en los Juegos Olímpicos de Río de Janeiro 2016.